# Чавчавадзе, Александр Захарьевич
Александр Захарьевич Чавчавадзе (4 июля 1870, Тифлис, Российская империя — 1930, СССР) — князь, офицер русской армии, генерал-майор, сын Захария Гульбатовича Чавчавадзе.
Чавчавадзе был очень светский и любезный человек, и в походной обстановке державшийся, как в салоне (Брешко-Брешковский Н.Н. Дикая дивизия).

## Биография
Окончил Пажеский корпус в Петербурге, обучался и служил в Главном Штабе (1898—1900, 1900—1905).
С 1905 года служил адъютантом Наместника на Кавказе и Главнокомандующего войсками Кавказского округа. К началу первой мировой войны был уже в чине подполковника. 23 августа 1914 года назначен командиром Черкесского полка в Кавказской туземной конной дивизии («Дикой дивизии»).
Временным правительством произведён в генерал-майоры.
После Февральской революции Кавказская конная дивизия была среди немногих боеспособных частей армии, всадники и офицеры которой сохраняли в своих рядах дисциплину, выдержку и высокий боевой дух.
Летом 1917 года приказом Временного правительства дивизия была отправлена обратно на Кавказ.
В 1918—1921 годах, после образования Грузинской Демократической Республики и до прихода Советской власти, служил в Грузинской Армии.
После прихода советской власти, А. З. Чавчавадзе ушёл в отставку и в 1922 году женился на Ольге Григорьевне Сухомлиной, жил в Тифлисе.
Арестован вместе с семьей 13 февраля 1930 года и осужден Судебным заседанием коллегии ГПУ ГССР 15 июля 1930 года по статьям 58-2 и 58-6 за «вооружённое восстание в контрреволюционных целях» и «шпионаж», приговорен к расстрелу.

## Семья
В 1896 году А. З. Чавчавадзе женился на Марии Павловне Родзянко (1876—1958), фрейлине императрицы, племяннице председателя Государственной Думы М. В. Родзянко. 
В браке родилось трое детей:
- Павел — (1899—1971) — публицист и писатель, известен как переводчик на английский язык книги Светланы Аллилуевой (дочери Сталина). Павел Чавчавадзе женился в 1922 году на Нине Георгиевне Романовой (1901—1974) — младшей дочери Великого князя Георгия Михайловича Романова. Жил в Америке.
- Юрий (1903 г.р. -?) был талантливым концертирующим пианистом, жил с семьей во Франции.
- Марина (1905 г.р.-?).жила в Англии, писала книги.

После развода с Чавчавадзе в 1915 году М. П. Родзянко вторично вышла замуж за князя Трубецкого, затем вместе с детьми эмигрировала в Лондон.

## Упоминания в литературе
- «Savage Squadrons» by Sergei Kournakoff, New York, 1935,
- Брешко-Брешковский Н. Н. Дикая дивизия., М.: Московская правда, 1991,
- Идрис Базоркин. Из тьмы веков (гл.8)

## Награды
- Орден Святого Станислава 3-й ст.;
- Орден Святой Анны 3-й ст с мечом и бантом;
- Орден Святого Станислава 2-й ст.;
- Орден Святой Анны 2-й ст. с мечами;
- Орден Святого Владимира 4-й ст. с мечами и бантом;
- Орден Святого Владимира 3-й ст. с мечами;
- Персидский Орден Льва и Солнца 3-й ст.;
- Серебряная медаль в память царствования императора Александра III";
- Серебряная медаль в память Священного Коронования Их Императорских Величеств.